# Baluarte de la Coraza Alta
El Baluarte de la Coraza Alta es un baluarte del siglo XVI de la ciudad española de Ceuta. Está situado en el extremo suroeste de la Muralla Real del Conjunto Monumental de las Murallas Reales.

## Historia
Fue construido por los portugueses entre 1543 y 1549, junto con la Muralla Real y el Baluarte de La Bandera. Su caballero fue añadido a finales del siglo XVIII y a mediados de 1940 le fue demolido la Coraza Baja, muralla que lo unía al Baluarte de la Rivera por el sur, para la construcción de la carretera Ceuta-Tetuán.

## Descripción
Con dos flancos formando una punta de flecha y un orejón en el extremo este de este, uno al oeste y el otro en el sur.